# NCIS: Hawaiʻi (1.ª temporada)
A primeira temporada de NCIS: Hawaiʻi, uma série de televisão dramática processual da polícia americana, originalmente exibida na CBS entre  20 de setembro de 2021 à 23 de maio de 2022 nos EUA.
A série segue uma equipe fictícia de agentes do Serviço de Investigação Criminal da Marinha que trabalham no Escritório de Campo de Pearl Harbor, liderado pela Agente Especial Jane Tennant. A equipe investiga crimes que têm relação com a Segurança Militar e Nacional.
A série é estrelada por Vanessa Lachey, Yasmine, Al-Bustami, Jason Antoon, Noah Mills, Tori Anderson, Kian Talan e Alex Tarrant.

## Elenco

### Principal
- Vanessa Lachey como Jane Tennant: A primeira agente especial feminina encarregada do NCIS: Havaí.

- Alex Tarrant como Kai Holman: Um novo agente do NCIS na equipe que recentemente voltou para casa para cuidar de seu pai.

- Noah Mills como Jesse Boone: confidente e segundo em comando de Tennant, Boone é um ex-detetive de homicídios em Washington, DC, que conhece bem as trilhas das ilhas.

- Yasmine Al-Bustami como Lucy Tara: A agente de campo júnior do NCIS: Hawai'i, e o interesse amoroso de Whistler se tornou namorada.

- Jason Antoon como Ernie Malik: NCIS: especialista em inteligência cibernética do Havaí.

- Tori Anderson como Kate Whistler: uma agente especial da Agência de Inteligência de Defesa , e o interesse amoroso de Tara se tornou namorada.

- Kian Talan como Alex Tennant: o filho mais velho de Jane.

### Recorrente
- Enver Gjokaj como Joe Milius: um alto capitão da Marinha e subchefe do Estado-Maior ao Comandante da Frota do Pacífico.

- Mahina Napoleon como Julie Tennant: a filha mais nova de Jane.

- Julie White como Maggie Shaw: mentora e amiga de Jane.

### Convidados Notáveis
- Beulah Koale como David Sola: Um especialista em inteligência da Nova Zelândia.[2]

- Wilmer Valderrama como Nick Torres: Agente Especial NCIS e personagem crossover de NCIS.[3]

- Katrina Law como Jessica Knight: NCIS Special Agent e personagem crossover de NCIS.[3]

- Diona Reasonover como Kasie Hines: Especialista Forense para NCIS e personagem crossover de NCIS.[4]

- Gary Cole como Alden Parker: Agente Especial de Supervisão NCIS e personagem crossover de NCIS.[4]

## Episódios
| Seq. | Episódios | Título               | Direção          | Escrito por                                | Data de exibição        | Audiência EUA (em milhões) |
| --- | --------- | -------------------- | ---------------- | ------------------------------------------ | ----------------------- | -------------------------- |
| 1 | 1         | "Piloto"             | Larry Teng       | Matt Bosack, Christopher Silber e Jan Nash | 20 de setembro de 2021  | 6,59                       |
| Vanessa Lachey estrela como a agente especial encarregada do NCIS Pearl Harbor Jane Tennant, que, com sua equipe inabalável de especialistas, equilibra dever, família e país, enquanto investiga crimes de alto risco envolvendo militares, segurança nacional e os mistérios da própria ilha paradisíaca ensolarada. No episódio de estréia, uma aeronave experimental da Marinha cai em Oahu, e Tennant e sua equipe devem encontrar quem está por trás disso antes que segredos de estado secretos sejam expostos. |           |                      |                  |                                            |                         |                            |
| 2 | 2         | "Boom"               | Larry Teng       | Jan Nash e Christopher Silber              | 27 de setembro de 2021  | 5,54                       |
| Tennant e NCIS devem derrubar uma equipe notória de ladrões internacionais usando explosivos da Segunda Guerra Mundial em caminhões blindados antes de concluírem seu grande trabalho final e desaparecerem. Além disso, Kai procura um novo lugar para morar; Lucy e Whistler têm um impasse sobre o encontro anterior; e a missão de Ernie no campo é mais alarmante do que ele esperava. |           |                      |                  |                                            |                         |                            |
| 3 | 3         | "Recrutador"         | Ruben Garcia     | Matt Bosack e Yalun Tu                     | 4 de outubro de 2021    | 5,54                       |
| Kai se disfarça com uma das gangues de surfe mais antigas do Havaí quando um suboficial que está tentando ajudar crianças rebeldes a encontrar um novo caminho nos fuzileiros navais é assassinado. |           |                      |                  |                                            |                         |                            |
| 4 | 4         | "Paniolo"            | Larry Teng       | Noah Evslin                                | 11 de outubro de 2021   | 5,29                       |
| Quando um amado Paniolo (cowboy havaiano) é baleado enquanto montava seu cavalo, Jane e sua equipe devem ganhar a confiança da comunidade Paniolo para ajudar a encontrar os culpados e proteger a vida do Paniolo. Além disso, Kai tenta convencer seu pai teimoso a consultar um médico. |           |                      |                  |                                            |                         |                            |
| 5 | 5         | "Gaijin"             | Tim Andrew       | Ron McGee                                  | 18 de outubro de 2021   | 5,35                       |
| Quando um marinheiro japonês é morto em solo americano e as evidências ligam o caso ao assassinato anterior da namorada da vítima no Japão, o NCIS deve encontrar o assassino antes que a pessoa errada seja acusada e o caso desencadeie uma crise diplomática. Além disso, o Capitão Milius faz um pedido pessoal a Tennant. |           |                      |                  |                                            |                         |                            |
| 6 | 6         | "O Turista"          | Yangzom Braun    | Amy Rutberg                                | 1 de novembro de 2021   | 5,07                       |
| Quando Tennant e o NCIS são incumbidos de encontrar uma estrela de mídia social sequestrada, eles descobrem que ela não é quem seu marido, ou seus seguidores, pensam que ela é. Além disso, a equipe está em desacordo com Whistler, que tem uma agenda própria. |           |                      |                  |                                            |                         |                            |
| 7 | 7         | "Equipes de resgate" | James Bamford    | Yakira Chambers                            | 8 de novembro de 2021   | 5,11                       |
| Quando um suboficial da Marinha é assassinado, Jane e a equipe investigam enquanto protegem o amigo e colega da vítima. |           |                      |                  |                                            |                         |                            |
| 8 | 8         | "Legado"             | Lisa Demaine     | Yalun Tu                                   | 29 de novembro de 2021  | 5,02                       |
| Quando um manifestante anticapitalista é assassinado, Jane e sua equipe investigam e se vêem presos em uma guerra entre eco-ativistas e um bilionário da tecnologia lutando por um pedaço de terra. Além disso, Jane e o Capitão Joe vão a um encontro. |           |                      |                  |                                            |                         |                            |
| 9 | 9         | "Impostor"           | Loren Yaconelli  | Matt Bosack                                | 6 de dezembro de 2021   | 5,16                       |
| A equipe NCIS investiga um caso arquivado envolvendo ossos da segunda guerra mundial no 80º aniversário dos bombardeios de Pearl Harbor e fica chocada ao saber que eles pertencem a um sobrevivente de 100 anos do ataque. |           |                      |                  |                                            |                         |                            |
| 10 | 10        | "Perdido"            | Tim Andrew       | Jan Nash                                   | 3 de janeiro de 2022    | 4,91                       |
| NCIS cruza com a equipe de Whistler enquanto investiga um contêiner cheio de armas contrabandeadas. Além disso, Tennant discute a prisão do pai do amigo de Alex, sabendo que isso fará com que seu amigo se mude. |           |                      |                  |                                            |                         |                            |
| 11 | 11        | "O Jogo"             | James Hayman     | Noah Evslin e Amy Rutberg                  | 17 de janeiro de 2022   | 9,79                       |
| Quando as evidências para prender um chefão do tráfico são roubadas, Lucy vai disfarçada em um torneio de pôquer underground para descobrir quem está por trás do crime. Além disso, os sentimentos de Lucy estão turbulentos quando a ex-namorada de Whistler chega à cidade. |           |                      |                  |                                            |                         |                            |
| 12 | 12        | "Espiões, Parte 1"   | LeVar Burton     | Yakira Chambers e Ron McGee                | 23 de janeiro de 2022   | 5,41                       |
| Quando NCIS investiga a misteriosa morte de um engenheiro da Marinha, Joseph Chan, eles descobrem que a última pessoa que ele conheceu foi sua colega, Maggie Shaw (Julie White), mentora e amiga de Jane, que foi sequestrada. Além disso, David Sola (Beulah Koale), um oficial de casos do serviço de inteligência da Nova Zelândia chega ao Havaí, seguindo uma pista que conecta a morte de Joseph a um agente secreto chinês.                                                                                    |           |                      |                  |                                            |                         |                            |
| 13 | 13        | "Espiões, Parte 2"   | Tessa Blake      | Christopher Silber                         | 24 de janeiro de 2022   | 5,41                       |
| Enquanto Jane investiga o sequestro de Maggie, ela fica chocada quando descobre a verdade e convoca sua equipe e Whistler para provar suas descobertas. |           |                      |                  |                                            |                         |                            |
| 14 | 14        | "Quebrado"           | Norman Buckley   | Matt Bosack & Jan Nash                     | 28 de fevereiro de 2022 | 4,54                       |
| Enquanto Jane é interrogada após a prisão de Maggie Shaw, o resto da equipe investiga um caso misterioso de fuzileiros navais com canais auditivos danificados por uma arma que emite ondas ultrassônicas. Além disso, Ernie visita seu amigo, Dr. Tony Lee (Alec Mapa), para identificar possíveis suspeitos que tiveram acesso à sua arma classificada. |           |                      |                  |                                            |                         |                            |
| 15 | 15        | "Piratas"            | Tim Andre        | Yalun Tu                                   | 7 de março de 2022      | 5,38                       |
| Enquanto Jesse aproveita um dia navegando com sua filha, Gracie (Chloe Csengery), piratas de repente tomam seu iate, fazem todos os passageiros reféns e atacam Jesse, deixando para sua equipe localizar e resgatar rapidamente sua filha. |           |                      |                  |                                            |                         |                            |
| 16 | 16        | "Monstro"            | Leslie Hope      | Ron McGee                                  | 14 de março de 2022     | 5,10                       |
| Kai se disfarça de chef em um restaurante local para reunir informações sobre um notório chefão do crime que tem uma conexão com o restaurante. Além disso, Jane descobre que uma escola no continente recrutou Alex em uma bolsa de beisebol, que ele manteve em segredo de sua família. |           |                      |                  |                                            |                         |                            |
| 17 | 17        | "Violação"           | Christine Moore  | Yakira Chambers                            | 21 de março de 2022     | 5,07                       |
| Quando uma tentativa de ransomware causa o mau funcionamento de uma barragem, Ernie e uma equipe de hackers são encarregados de encontrar o culpado rapidamente, antes que toda a energia e a água sejam cortadas na ilha. Além disso, Lucy e Whistler trabalham juntos, dando a Whistler a chance de se desculpar com Lucy e consertar seu relacionamento. |           |                      |                  |                                            |                         |                            |
| 18 | 18        | "Não"                | Lionel Coleman   | Christopher Silber & Megan Bacharach       | 28 de março de 2022     | 6,13                       |
| Os agentes do NCIS Nick Torres (Wilmer Valderrama) e Jessica Knight (Katrina Law) viajam para o Havaí quando descobrem que uma testemunha-chave em um de seus antigos casos apareceu lá com provas cruciais. |           |                      |                  |                                            |                         |                            |
| 19 | 19        | "Nutrir"             | Lin Oeding       | Jan Nash                                   | 18 de abril de 2022     | 5,09                       |
| A equipe NCIS investiga um naufrágio carregando animais exóticos que agora ameaçam a vida selvagem nativa de Oahu. Além disso, Alex sofre uma lesão que encerra a carreira e Kai pede a Melanie, uma agente de peixes e vida selvagem. |           |                      |                  |                                            |                         |                            |
| 20 | 20        | "Vigilância Noturna" | Tawnia McKiernan | Amy Rutberg                                | 2 de maio de 2022       | 5,21                       |
| Quando um marinheiro da marinha está envolvido em um assassinato, a equipe NCIS é chamada para trabalhar no caso em seu dia de folga. Além disso, Lucy descobre que Whistler recusou uma promoção na DC para ficar no Havaí. |           |                      |                  |                                            |                         |                            |
| 21 | 21        | "Retorno"            | Jimmy Whitmore   | Noah Evslin                                | 16 de maio de 2022      | 4,97                       |
| Capitão Milius (Enver Gjokaj) retorna ao Havaí para uma operação secreta de troca de prisioneiros, e traz Jane para ser sua escolta de segurança pessoal nas Filipinas, onde a troca acontecerá. |           |                      |                  |                                            |                         |                            |
| 22 | 22        | "Ohana"              | Tim André        | Matt Bosack & Christopher Silber           | 23 de maio de 2022      | 5.47                       |
| A Capitã Milius continua a trabalhar com Tennant e sua equipe após a troca de prisioneiros entre os EUA e a Europa Oriental; Whistler segue o conselho de Ernie e faz um grande gesto na esperança de reconquistar Lucy. Observação:Final da temporada. |           |                      |                  |                                            |                         |                            |